# L'atlante di tenebra
L'atlante di tenebra (The Black Reckoning) è un romanzo di John Stephens di genere fantasy (sottogenere sword and sorcery) pubblicato nel marzo 2015, edito da Longanesi e tradotto da Silvia Petersson.
L'atlante di tenebra è il terzo di una trilogia chiamata I libri dell'inizio (The Books of the Beginning), preceduto da L'atlante di smeraldo e da L'atlante di fuoco

## Trama
Dopo aver trovato i primi due libri manca all'appello solo il terzo e ultimo, l'Atlante di tenebra di cui Emma, la sorella più piccola, sarà la custode.
Nel frattempo anche il Ferale Magnus è interessato a scoprire dov'è nascosto il libro e rubare così il potere di tutti e tre. L'unico modo per fermarlo è eliminare i libri, ma la profezia dice che per farlo sarà necessario eliminare anche i custodi.
Ormai la guerra per le sorti del mondo (magico e non) ha inizio e i tre ragazzi e i loro amici dovranno combattere fino all'ultimo; Emma scoprirà qual è il vero e oscuro potere dell'Atlante, un potere che può cambiare per sempre la vita di ogni essere senziente.

## Struttura del libro
Il libro è formato da un piccolo prologo e da 27 capitoli (per un totale di 486 pagine) ognuno dei quali inizia con una lettera che ricorda le miniature medievali.

## Capitoli
1. Prigioniera
2. L'arcipelago
3. La foglia schiacciata
4. Torta al cioccolato
5. Il Consiglio
6. La Congiunzione
7. Lo stregone paga il debito
8. Il mondo nuovo
9. Willy
10. Il banchetto di Rogerone
11. La città perduta
12. Il nido
13. Profughi
14. Il traghettatore
15. Il segreto della strega
16. Ilcarriadin
17. La cosa sulla spiaggia
18. La tribù perduta
19. La profezia rivelata
20. Prigione
21. Giudizio
22. L'esercito di Michael
23. Nebbia e ghiaccio
24. Il tuffo
25. La resa dei conti del Ferale Magnus
26. Una promessa è una promessa
27. Ciao,addio

## Edizioni
- John Stephens, L'atlante di tenebra, traduzione di Silvia Petersson, Longanesi, 2015,  p. 486, ISBN 978-88-304-3181-2.